# Vanotek
Vanotek (уроджений Іон Киринчук) — румунський музичний продюсер і ді-джей, що народився в Молдові. Він писав музику для місцевих артистів, поки не випустив у 2015 році свій дебютний сингл «My Heart is Gone». Пісня досягла успіху в Румунії, а також принесла йому номінацію на кращий румунський виступ на MTV Europe Music Awards 2016. У листопаді 2017 року Global Records поширили його дебютний студійний альбом No Sleep. Два сингли, «Tell Me Who» і «Back to Me», потрапили в чарти у Румунії, України та інших країн.

## Кар'єра
Іон Киринчук народився в місті Унгени, в Молдові. Він переїхав до Румунії, щоб вчитися в школі мистецтв Octav Băncilă в Яссах, а потім поїхав в Бухарест, де продовжив музичну кар'єру. У той час йому було 17 років, і Vanotek почав випускати матеріали для таких відомих виконавців, як Дан Балан, Антонія і Том Боксер. 
У 2015 році він випустив свій дебютний сингл «My Heart is Gone» з вокалом від Янки. Пісня стала комерційно успішною в Румунії і принесла йому номінацію на кращий румунський виступ на MTV Europe Music Awards 2016. У 2016 році Vanotek співпрацював з Мінеллі, їх спільний сингл «My Mind» мав успіх у німецьких та міжнародних чартах. Того ж  року Vanotek спробував представляти Румунію на Пісенному конкурсі Євробачення 2016 в Стокгольмі, з піснею «I'm Coming Home» (за участю Code і Georgian). У підсумку він посів друге місце у національному відборі Selecția Națională. 
У листопаді 2017 року Vanotek випустив свій дебютний альбом No Sleep, під лейблом Global Records. Крім цього лейбла, він також асоційований з Ultra Music. Альбом має кілька синглів, включаючи «Tell Me Who» і «Back to Me» з Eneli, які досягли успіху в таких країнах, як Румунія і Україна.

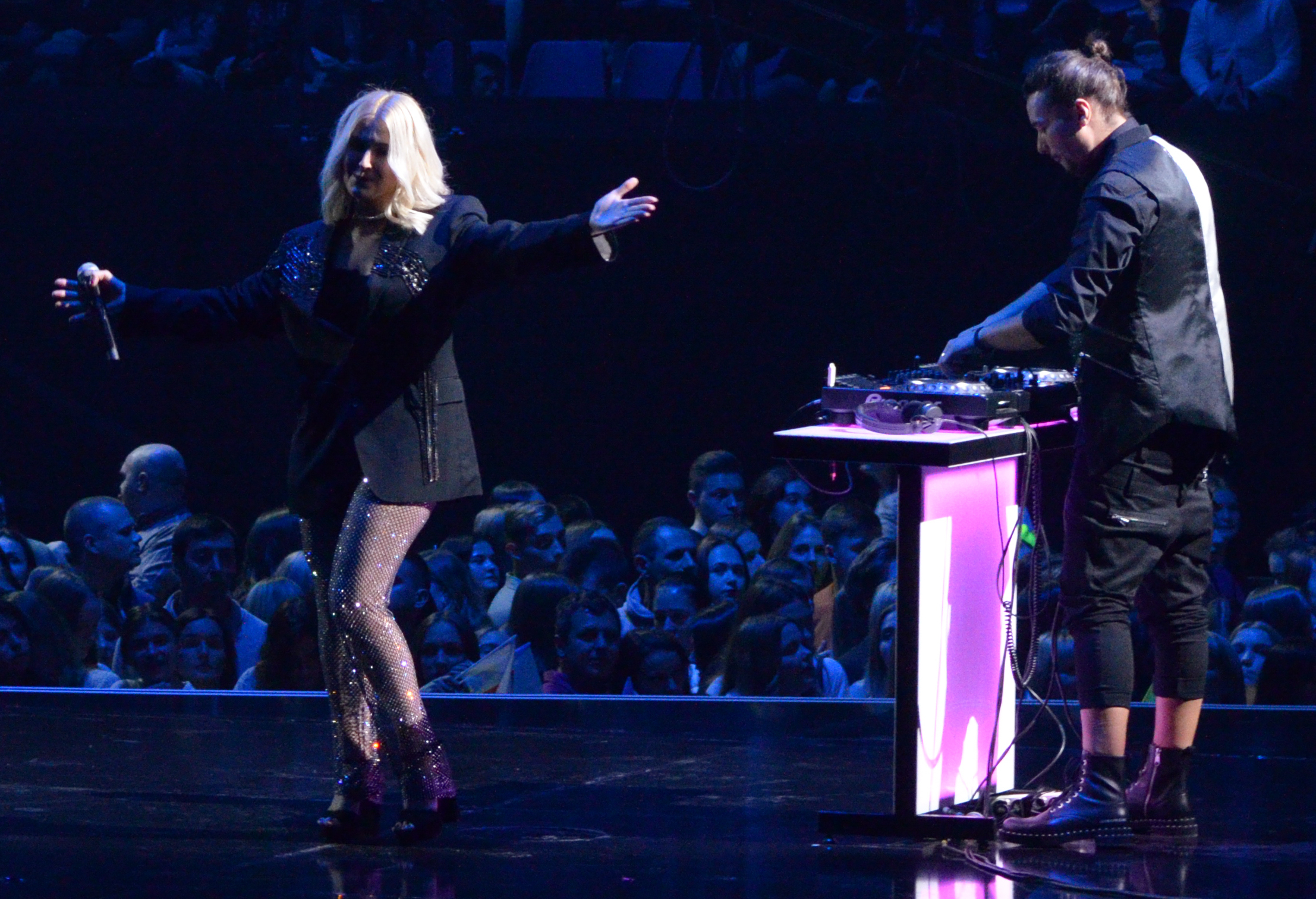
Виступ Vanotek та Мяти на церемонії нагородження M1 Music Awards 2019

4 жовтня 2019 року українська співачка Мята представила спільний трек з Vanotek — «Take Me».

## Особисте життя
Vanotek — батько двох дітей.

## Дискографія
| Назва    | Деталі альбому                                                                          |
| -------- | --------------------------------------------------------------------------------------- |
| No Sleep | - Дата виходу: 22 листопада 2017 - Лейбл: Global Records - Формат: цифрове завантаження |

## Нагороди та номінації
| Рік  | нагорода                | категорія                 | Одержувач | Результат |
| ---- | ----------------------- | ------------------------- | --------- | --------- |
| 2016 | MTV Europe Music Awards | Краще румунське виконання | Номінація |           |